# دردار أبيض البذور
دردار أبيض البذور (الاسم العلمي:Ulmus leucosperma) هو نوع غير مؤكد من النباتات يتبع جنس الدردار من الفصيلة الدردارية.